# Алибаев, Бургазы
Бургазы Алибаев (1891 год, аул Сызган, Туркестанский край, Российская империя — 1975, аул Сызган) — колхозник, табущик, Герой Социалистического Труда (1948).

## Биография
Родился в 1891 году в ауле Сызган. С раннего детства работал батраком. В 1920 году вступил в сельскохозяйственную артель «Кайнар» Сузакского района Южно-Казахстанской области. В 1940 году был назначен заведующим коневодческой фермы. С 1948 года работал председателем правления колхоза. С 1950 года работал заведующим коневодческой фермы. С 1957 года по 1959 год был рядовым колхозником в колхозе «Сызган». В 1960 году вышел на пенсию.
В 1947 году вырастил 119 жеребят от 119 конематок. За получение высокой продуктивности животноводства в 1947 году при выполнении колхозом обязательных поставок сельскохозяйственных продуктов и плана развития животноводства удостоен звания Героя Социалистического Труда указом Президиума Верховного Совета СССР от 23 июля 1948 года с вручением ордена Ленина и золотой медали «Серп и Молот».
Награды
- Герой Социалистического Труда